# استخوان کامی
استخوان کامی یا استخوان پالاتین (Palatine bone) یکی از استخوان‌های جفت و باز و قرینه صورت است که با سطح تحتانی فک بالا در دهان قسمت کام سخت را تشکیل می‌دهد. استخوان کامی در پشت استخوان‌های فک بالایی قرار گرفته و در ساختن قسمت پشتی حفره بینی، بخش پشتی و سقف دهان و کف کاسه چشم شرکت می‌کند.
هر یک از استخوان‌های کامی از یک تیغه عمودی که قسمت پشتی حفره بینی را محدود می‌کند و یک تیغه افقی که بخش پشتی کام استخوانی دهان را می‌سازد، تشکیل شده‌است.
هر استخوان کامی به شش استخوان فک بالا، خیش، استخوان پروانه‌ای، استخوان پرویزنی، استخوان شاخک تحتانی بینی و استخوان کامی طرف مقابل متصل می‌شود. استخوان کامی در تشکیل سقف دهان، کف بینی، دیواره خارجی بینی و حفرات فروگیجگاهی و بالی‌کامی (تریگوپلاتین) شرکت دارد.
این استخوان دارای دو صفحه افقی و عمودی است، صفحه افقی آن دارای دو سطح فوقانی (کف بینی) و تحتانی (سقف دهان – کام) است، صفحه عمودی در تشکیل دیواره خارجی بینی شرکت دارد و دارای دو سطح داخلی و خارجی است، سطح داخلی آن دارای ستیغ‌های
شاخکی (کونکال) و پرویزنی (اتموئید) بوده و سطح خارجی آن با فک بالا و زائده بالی (تریگوئید)  پروانه‌ای (اسفنوئید) مفصل می‌شود.
کنار فوقانی صفحه عمودی آن دارای زوائد حدقه‌ای (اوربیتال) و پروانه‌ای  و بریدگی پروانه‌ای‌کامی (اسفنوپالاتین) است. از محل برخورد تیغه‌های عمودی و افقی آن در عقب زائده هرمی منشأ می‌گیرد. این زائده بریدگی بالی‌پروانه‌ای (تریگوئید اسفنوئید) را پر می‌کند. خار بینی خلفی مربوط به تیغه افقی کامی است.